# Чемпионат мира по футболу 2026 (отборочный турнир, УЕФА, группа L)
Жеребьёвка отборочного турнира европейской квалификации чемпионата мира 2026 прошла в Цюрихе 13 декабря 2024 года. В группу L зоны УЕФА попали сборные следующих стран: Хорватия, Чехия, Черногория, Фарерские острова и Гибралтар.
Матчи в группе L проходят с 22 марта по 17 ноября 2025 года.
Сборная, занявшая первое место, выходит в финальную часть чемпионата мира напрямую. Сборная, занявшая второе место, принимает участие в стыковых матчах за право выхода в финальную часть турнира.

## Таблица
| Поз | Команда           | И | В | Н | П | МЗ | МП | РМ  | О | Квалификация                        |        | Чехия  | Черногория | Хорватия | Фарерские острова | Гибралтар |
| --- | ----------------- | - | - | - | - | -- | -- | --- | - | ----------------------------------- | ------ | ------ | ---------- | -------- | ----------------- | --------- |
| 1   | Чехия             | 3 | 3 | 0 | 0 | 8  | 1  | +7  | 9 | Квалификация на чемпионат мира 2026 |        | —      | 2:0        | 9 окт    | 2:1               | 17 ноя    |
| 2   | Черногория        | 3 | 2 | 0 | 1 | 4  | 3  | +1  | 6 | Выход в раунд плей-офф              |        | 5 сен  | —          | 17 ноя   | 1:0               | 3:1       |
| 3   | Хорватия          | 1 | 1 | 0 | 0 | 7  | 0  | +7  | 3 |                                     |        | 9 июня | 8 сен      | —        | 14 ноя            | 12 окт    |
| 4   | Фарерские острова | 2 | 0 | 0 | 2 | 1  | 3  | −2  | 0 |                                     | 12 окт | 9 окт  | 5 сен      | —        | 9 июня            |           |
| 5   | Гибралтар         | 3 | 0 | 0 | 3 | 1  | 14 | −13 | 0 |                                     | 0:4    | 14 ноя | 0:7        | 8 сен    | —                 |           |

## Матчи
Расписание матчей было опубликовано УЕФА после жеребьёвки 13 декабря 2024 года в Цюрихе. Время начала матчей указано центральноевропейское (CET)/центральноевропейское летнее (CEST) (местное время, если оно отличается, указано в скобках).
| Черногория                             | 3:1     | Гибралтар |
| -------------------------------------- | ------- | --------- |
| - Йоветич 22′ - Тучи 70′ - Марушич 73′ | (отчёт) | Бент 13′  |

| Чехия       | 2:1     | Фарерские острова |
| ----------- | ------- | ----------------- |
| Шик 25′ 85′ | (отчёт) | Ватнхамар 83′     |

| Гибралтар | 0:4     | Чехия                                              |
| --------- | ------- | -------------------------------------------------- |
|           | (отчёт) | - Черный 21′ - Шик 50′ - Шульц 72′ - Климент 90+5′ |

| Черногория | 1:0     | Фарерские острова |
| ---------- | ------- | ----------------- |
| Куч 90+6′  | (отчёт) |                   |

| Чехия                  | 2:0     | Черногория |
| ---------------------- | ------- | ---------- |
| - Гложек 23′ - Шик 65′ | (отчёт) |            |

| Гибралтар | 0:7     | Хорватия                                                                              |
| --------- | ------- | ------------------------------------------------------------------------------------- |
|           | (отчёт) | - Марио Пашалич 28′ - Будимир 30′ - Иванович 60′ 63′ - Перишич 73′ - Крамарич 77′ 79′ |

| Фарерские острова                    | 2:1     | Гибралтар     |
| ------------------------------------ | ------- | ------------- |
| - Фредериксберг 71′ - Йоханнесен 86′ | (отчёт) | - Сканлон 23′ |

| Хорватия                                                                  | 5:1     | Чехия        |
| ------------------------------------------------------------------------- | ------- | ------------ |
| - Крамарич 42′ 75′ - Модрич 62′ (пен.) - Перишич 68′ - Будимир 72′ (пен.) | (отчёт) | - Соучек 58′ |

| Фарерские острова | –:–     | Хорватия |
| ----------------- | ------- | -------- |
|                   | (отчёт) |          |

| Черногория | –:–     | Чехия |
| ---------- | ------- | ----- |
|            | (отчёт) |       |

| Гибралтар | –:–     | Фарерские острова |
| --------- | ------- | ----------------- |
|           | (отчёт) |                   |

| Хорватия | –:–     | Черногория |
| -------- | ------- | ---------- |
|          | (отчёт) |            |

| Чехия | –:–     | Хорватия |
| ----- | ------- | -------- |
|       | (отчёт) |          |

| Фарерские острова | –:–     | Черногория |
| ----------------- | ------- | ---------- |
|                   | (отчёт) |            |

| Фарерские острова | –:–     | Чехия |
| ----------------- | ------- | ----- |
|                   | (отчёт) |       |

| Хорватия | –:–     | Гибралтар |
| -------- | ------- | --------- |
|          | (отчёт) |           |

| Гибралтар | –:–     | Черногория |
| --------- | ------- | ---------- |
|           | (отчёт) |            |

| Хорватия | –:–     | Фарерские острова |
| -------- | ------- | ----------------- |
|          | (отчёт) |                   |

| Чехия | –:–     | Гибралтар |
| ----- | ------- | --------- |
|       | (отчёт) |           |

| Черногория | –:–     | Хорватия |
| ---------- | ------- | -------- |
|            | (отчёт) |          |

## Бомбардиры
Примечание: В скобках указано, сколько голов из общего числа забито с пенальти.
4 гола
- Патрик Шик

2 гола
- Франьо Иванович
- Андрей Крамарич

1 гол
- Дэн Бент
- Гуннар Ватнхамар[англ.]
- Анте Будимир
- Марио Пашалич
- Иван Перишич
- Стеван Йоветич
- Эдвин Куч[англ.]
- Адам Марушич
- Марко Тучи[англ.]
- Адам Гложек
- Ян Климент
- Вацлав Черный
- Павел Шульц

## Дисквалификации
Игрок получает дисквалификацию на 1 матч за следующие нарушения:
- Красная карточка (отстранение за красную карточку может быть продлено за грубые нарушения).
- 2 жёлтые карточки в 2 разных матчах (дисквалификация за жёлтую карточку может перенестись на стыковые матчи, но не на основной турнир или любые другие международные матчи).

## Комментарии
1. ↑  CET (UTC+1) до 29 марта и после 26 октября 2025 года, CEST (UTC+2) с 30 марта по 25 октября 2025 года.